# Харіус камчатський
Камчатський харіус  (Thymallus mertensii) — харіус родини лососевих. Риба виростає до 50 см (20 дюйм). Зустрічається в прісноводних місцях існування російського Далекого Сходу, включаючи півострів Камчатка, східну частину Магаданської області та на північ до півдня Чукотського півострова.    